# Nigramma todara
Nigramma todara är en fjärilsart som beskrevs av George Francis Hampson 1912. Nigramma todara ingår i släktet Nigramma och familjen nattflyn. Inga underarter finns listade i Catalogue of Life.